# Hybos niger
Hybos niger är en tvåvingeart som beskrevs av Enrico Adelelmo Brunetti 1913. Hybos niger ingår i släktet Hybos, och familjen puckeldansflugor. Inga underarter finns listade i Catalogue of Life.